# Schwere Panzerabteilung 510
Lo schwere Panzerabteilung 510, comunemente abbreviato in s.Pz.Abt. 510, fu una delle principali unità corazzate d'elite delle Wehrmacht e venne impegnata su diversi fronti come forza di pronto intervento.
Creato nel giugno del 1944, ricevette i suoi 45 Panzer VI Tiger I di ordinanza tra il 20 giugno e il 7 luglio 1944. Dopo il necessario periodo di addestramento il battaglione venne inviato all'inizio di agosto sul Fronte orientale per fronteggiare i sovietici che erano avanzati fino alla Prussia Orientale. Nel novembre dello stesso anno parte dell'unità venne sottoposta al comando della 14. Panzer-Division, mentre il resto venne aggregato alla 30. Infanterie-Division impegnata in Curlandia.
Nel marzo del 1945 due compagnie vennero distolte dal fronte e inviate nell'area di Kassel, in Germania; mentre il resto dell'unità, con 13 superstiti Tiger I, venne assegnato alla 14. Panzer-Division combattendo fino alla fine della guerra, l'8 maggio in Curlandia.
A differenza delle altre unità, lo schwere Panzerabteilung 510 non ricevette mai nessun Panzer VI Tiger II.